# Cephaloziella magna
Cephaloziella magna là một loài rêu trong họ Cephaloziellaceae. Loài này được Udar & V. Nath mô tả khoa học đầu tiên năm 1976.